# Laxisme
Le laxisme (du latin laxus, large, relâché), dans son sens plus général, est défini comme un système qui tend à limiter les interdictions de la société, causant ainsi une tolérance excessive. Dans le cadre plus restreint d'éthique ou de la philosophie morale, il consiste à soutenir qu'en cas de doute concernant la moralité d'une action, il est permis de suivre une opinion dont la probabilité n'est que mince, et ceci à l'encontre des normes morales établies.
Bien que cette doctrine n'ait jamais été présentée comme un système moral authentique, certains auteurs, en particulier au XVIIe siècle (Antonio Escobar y Mendoza, Tomás Tamburini, Esteban Bauny, Juan Caramuel), ont soutenu des maximes morales considérées comme laxistes par le Magistère de l'Église, et condamnées comme telles .
Dans le sillage du mouvement janséniste, Blaise Pascal lança à travers ses Provinciales, publiées en 1656-1657, une attaque mémorable contre ce qu'il jugeait être le « laxisme moral » des jésuites.
Innocent XI condamna le laxisme en 1679.
Aujourd'hui, le laxisme est utilisé pour définir une « politique de relâchement » à l'encontre des infractions, délits et crimes.